# أندرو جاكسون غاندي
أندرو جاكسون غاندي (بالإنجليزية: Andrew Jackson Gandy)‏ هو عسكري أمريكي، ولد في 20 أكتوبر 1924، وتوفي في 13 نوفمبر 1942.